# Aulacolambrus dentifrons
Aulacolambrus dentifrons is een krabbensoort uit de familie van de Parthenopidae. De wetenschappelijke naam van de soort is voor het eerst geldig gepubliceerd in 1894 door Ortmann.